# Moe L'Abbé
Pour les articles homonymes, voir L'Abbé.
Maurice L'Abbé dit Moe L'Abbé, né le 12 août 1947 à Montréal dans la province de Québec (Canada), et mort le 13 janvier 2024 à Frisco (Texas), est un joueur de hockey sur glace.

## Carrière de joueur
Il joue brièvement dans la Ligue nationale de hockey pour les Black Hawks de Chicago. Ces derniers le repêchent en 4e ronde, 22e au total, du repêchage amateur de la LNH 1964. Il faut cependant presque 10 ans avant que L'Abbé ne chausse pour la première fois les patins dans l'uniforme des Hawks, en 1972-1973; un séjour qui dure 5 maigres parties avant que les Black Hawks ne le renvoient à leur club-école de Dallas, où il termine sa carrière.

## Statistiques
| Saison     | Équipe                          | Ligue      |    | Saison régulière | Saison régulière | Saison régulière | Saison régulière | Saison régulière |    | Séries éliminatoires | Séries éliminatoires | Séries éliminatoires | Séries éliminatoires | Séries éliminatoires |
| Saison     | Équipe                          | Ligue      | PJ | B                | A                | Pts              | Pun              | PJ               | B  | A                    | Pts                  | Pun                  |                      |                      |
| 1964-1965  | Black Hawks de Saint-Catharines | AHO        | 17 | 3                | 4                | 7                | 0                |                  |    |                      |                      |                      |                      |                      |
| 1965-1966  | Black Hawks de Saint-Catharines | AHO        | 11 | 0                | 2                | 2                | 2                |                  |    |                      |                      |                      |                      |                      |
| 1966-1967  | Black Hawks de Saint-Catharines | AHO        | 48 | 14               | 17               | 31               | 18               |                  |    |                      |                      |                      |                      |                      |
| 1967-1968  | Black Hawks de Saint-Catharines | AHO        | 50 | 27               | 23               | 50               | 28               |                  |    |                      |                      |                      |                      |                      |
| 1968-1969  | Black Hawks de Dallas           | CHL        | 1  | 0                | 0                | 0                | 0                | --               | -- | --                   | --                   | --                   |                      |                      |
| 1968-1969  | Generals de Greensboro          | EHL        | 47 | 20               | 29               | 49               | 22               | 8                | 5  | 2                    | 7                    | 2                    |                      |                      |
| 1969-1970  | Black Hawks de Dallas           | CHL        | 3  | 1                | 2                | 3                | 2                | --               | -- | --                   | --                   | --                   |                      |                      |
| 1969-1970  | Generals de Greensboro          | EHL        | 72 | 52               | 39               | 91               | 12               | 16               | 7  | 10                   | 17                   | 2                    |                      |                      |
| 1970-1971  | Black Hawks de Dallas           | CHL        | 69 | 17               | 24               | 41               | 8                | 10               | 1  | 1                    | 2                    | 4                    |                      |                      |
| 1971-1972  | Generals de Flint               | LIH        | 41 | 17               | 17               | 34               | 10               | --               | -- | --                   | --                   | --                   |                      |                      |
| 1971-1972  | Buckaroos de Portland           | WHL        | 5  | 0                | 2                | 2                | 0                | --               | -- | --                   | --                   | --                   |                      |                      |
| 1972-1973  | Black Hawks de Chicago          | LNH        | 5  | 0                | 1                | 1                | 0                | --               | -- | --                   | --                   | --                   |                      |                      |
| 1972-1973  | Black Hawks de Dallas           | CHL        | 67 | 28               | 34               | 62               | 18               | 7                | 4  | 6                    | 10                   | 0                    |                      |                      |
| 1973-1974  | Black Hawks de Dallas           | CHL        | 72 | 24               | 30               | 54               | 8                | 10               | 4  | 7                    | 11                   | 0                    |                      |                      |
| 1974-1975  | Black Hawks de Dallas           | CHL        | 28 | 9                | 13               | 22               | 11               | --               | -- | --                   | --                   | --                   |                      |                      |
| 1975-1976  | Black Hawks de Dallas           | CHL        | 76 | 38               | 38               | 76               | 10               | 10               | 4  | 3                    | 7                    | 2                    |                      |                      |
| Totaux LNH | Totaux LNH                      | Totaux LNH | 5  | 0                | 1                | 1                | 0                |                  |    |                      |                      |                      |                      |                      |